# 松元治郎
松元 治郎（まつもと じろう、1970年12月11日 - ）は、日本のシンガーソングライターで、元ジャニーズJr.。和久 二郎（わくじろう）名義で第3期WANDSの2代目ヴォーカリストとしてビーイングに所属し活動していた。

## 来歴
- ジャニーズJr.として、5年間活動した後、音楽に専念するため脱退。
- 1997年、第8回BADオーディション合格。第3期WANDSの2代目ヴォーカリストとしてメジャーデビュー。ここから2005年の休止まで、和久二郎名義だった。
- 2000年3月、WANDS解体。その後は再び事務所を移籍しソロアーティストとして活動。
- 2005年、1月末日に事務所との契約が切れ、公式サイトも閉鎖された。
- 2011年3月28日、杉元一生（現・安保"Suginho"一生）が参加したライブにゲストボーカルとして登場[1]。尾崎豊の「僕が僕であるために（Mr.Children ver.）」を歌唱した[2]。安保とのライブ演奏はWANDS時代も含め初。
- 2012年4月14日、安保の支援を受け本名の松元治郎名義でソロシンガーとして再始動することが明らかになった[3]。
- 2012年10月12日、1stミニアルバム「Reverb」をリリース。
- 2012年12月2日、六本木 morph-tokyoにて、初ワンマンライブとなる「松元治郎 1st LIVE」を開催。ミニアルバム『Reverb』の曲のほか、B'zの「いつかのメリークリスマス」のカバーも披露した[4]。当日のセットリストは、後日、公式サイトなどにアップされている[5][6]。
- 2013年11月頃[7]から2ndミニアルバムの制作を開始したが、一度中断を発表[8]。2015年9月から、制作を再開[9][10]。
- 2016年2月2日、2ndミニアルバム「I come back again」をリリース[11]。
- 2016年3月13日、初台DOORSにて、ライブ「松元治郎 2nd LIVE」を開催[12]。
- 2020年7月末をもって、自身が経営していたBAR GRABSを引退。
- 2021年時点でFRIDAYの取材に応じた際には「現在は会社員として働いている」と記載された[13]。

## 人物
- 趣味はサーフィン、ビリヤード。
- フェイバリット・アーティストは、サミー・ヘイガー[14]、エアロスミス[14]、ニルヴァーナ[14]、稲葉浩志[15]、森重樹一[15]、尾崎豊[15]、桑田佳祐[15]、井上陽水[15]など。
- 「車では(運転する時)聖子ちゃん」と語るほど松田聖子の曲が好き。[要出典]
- 18歳の時に、東京ドームで見たボン・ジョヴィのコンサートに衝撃を受け、多くの観客を魅了するヴォーカリストになりたいとプロになる決意をし、日頃、自己流のヴォーカルトレーニングを続けた。喉が腫れるほど歌っていたら、突然それまで出せなかった高音が出せるようになった。そして、1997年に第8回BADオーディションで松元の力強い声がスタッフの耳に留まったことにより合格し、木村に紹介される運びとなり、第3期WANDSのヴォーカリストとしてメジャーデビューを果たした[14]。
- WANDSの前任ヴォーカリストである上杉昇については「表現力も素晴らしく、尊敬してる」（要約）とのこと。
- WANDSとしてデビューする前は、運送業などをしていた[15]。
- 運送業時代の同僚に「治郎くん、歌手になれるんじゃない？」と言われたのがきっかけで、Beingのオーディションを受けた。Beingに送ったデモテープは第2期WANDSの「Little Bit…」である。
- ソロシンガーとして再始動するまでは、バーのマスターをしていた[15]。活動休止中時も、安保のブログに登場したことがある[16]。
- 松元の学生時代の先輩に当たる政治活動家の荒川ヒロシが、2005年12月に松元のバーで久々に再会したことをブログにアップしたことがある[17]。
- 安保一生は彼の印象について、「凄く男っぽいが、音源を作る時は作り直しもあったりと意外に細かい」と語っている[18]。
- ライブの2週間前辺りから、炭水化物と糖分を控えるなど、節制もキッチリしている[19]。
- WANDS時代からサングラスをかけることが多いが、『おしゃれ』ではなく『照れ隠し』である[20]。

## Jr.時代の参加ユニット
- スケートボーイズ
- 平家派 （隊長）

## ディスコグラフィー

### ミニアルバム
- Reverb（2012年10月12日） ※SOLD OUT[21]
- I come back again（2016年2月2日）

## レコーディング参加
- ZARD「Brand New Love」（コーラス）

## 未音源化曲
下記の楽曲は全て旧公式サイトで試聴公開されていたもの。
- Meaningless Kiss
- ハレイワの波、そして君

## 公演
- イベント「"Live Circus" Act.01」(2011年3月28日) ※会場：目黒LIVE STATION ※Suginho Sessionのゲストボーカルとして、尾崎豊「僕が僕であるために（Mr.Children ver.）」を披露[22][2][1]
- ライブ「松元治郎 1st LIVE」(2012年12月2日) ※会場：六本木 morph-tokyo[5]
- ライブ「松元治郎 2nd LIVE」(2016年3月13日) ※会場：初台DOORS[12]